# Amas Daniel
Amas Daniel (ur. 26 kwietnia 1990) – nigeryjski zapaśnik walczący w stylu wolnym. Olimpijczyk z Rio de Janeiro 2016, gdzie zajął siedemnaste miejsce w kategorii 65 kg.
Jedenasty na mistrzostwach świata w 2010. Złoty medalista igrzysk afrykańskich w 2015 i 2019. Zdobył siedem medali na mistrzostwach Afryki, w tym złoty w 2010, 2011, 2016 i 2018. Trzeci na igrzyskach wspólnoty narodów w 2014 i 2018; czwarty w 2010 i dziewiąty w 2022 roku.
Zawodnik Niger Delta University w Bayelsa.